# Oecidiobranchus polare
Oecidiobranchus polare är en kräftdjursart som först beskrevs av Gurjanova 1946.  Oecidiobranchus polare ingår i släktet Oecidiobranchus och familjen Desmosomatidae. Inga underarter finns listade i Catalogue of Life.